# التايكواندو في أولمبياد 2004
اقيمت منافسات رياضة التايكواندو في الألعاب الأولمبية الصيفية الثامنة والعشرون سنة 2004 في المجمع الرياضي الساحلي في أثينا، اليونان. تنافس 124 رياضي ورياضية في ثماني فئات أوزان : أربعة للرجال وأربعة للسيدات. كانت أوزان مسابقات الرجال 58 / 68 / 80 / فوق 80 كغم، بينما كانت أوزان مسابقات السيدات: 49 / 57 / 67 / فوق 67 كغم. حقق العرب في هذه المنافسة ميدالية برونزية وحيدة كانت من نصيب الرياضي ثامر بيومي من مصر لوزن 58 كغم.

## جدول الميداليات
*   البلد المضيف (مضيف)
| المرتبة | فريق                   | ذهبية | فضية | برونزية | المجموع |
| ------- | ---------------------- | ----- | ---- | ------- | ------- |
| 1       | تايبيه الصينية (TPE)   | 2     | 1    | 0       | 3       |
| 2       | كوريا الجنوبية (KOR)   | 2     | 0    | 2       | 4       |
| 3       | الصين (CHN)            | 2     | 0    | 0       | 2       |
| 4       | الولايات المتحدة (USA) | 1     | 1    | 0       | 2       |
| 5       | إيران (IRI)            | 1     | 0    | 1       | 2       |
| 6       | اليونان (GRE)          | 0     | 2    | 0       | 2       |
| 7       | المكسيك (MEX)          | 0     | 1    | 1       | 2       |
| 7       | فرنسا (FRA)            | 0     | 1    | 1       | 2       |
| 9       | تركيا (TUR)            | 0     | 1    | 0       | 1       |
| 9       | كوبا (CUB)             | 0     | 1    | 0       | 1       |
| 11      | تايلاند (THA)          | 0     | 0    | 1       | 1       |
| 11      | فنزويلا (VEN)          | 0     | 0    | 1       | 1       |
| 11      | مصر (EGY)              | 0     | 0    | 1       | 1       |
| المجموع | المجموع                | 8     | 8    | 8       | 24      |

## الدول المشاركة
| - الأرجنتين (2) - أستراليا (4) - النمسا (2) - أذربيجان (2) - بلجيكا (1) - البوسنة والهرسك (1) - البرازيل (3) - كندا (2) - جمهورية إفريقيا الوسطى (1) - الصين (2) - كولومبيا (3) - كوستاريكا (1) - ساحل العاج (1) - كرواتيا (2) - كوبا (1) | - الدنمارك (2) - جمهورية الدومينيكان (1) - مصر (4) - فنلندا (1) - فرنسا (4) - بريطانيا العظمى (4) - اليونان (4) - غواتيمالا (3) - هايتي (1) - إندونيسيا (2) - إيران (2) - العراق (1) - إسرائيل (1) - إيطاليا (3) - اليابان (1) | - الأردن (2) - كازاخستان (2) - ليسوتو (1) - ليبيا (1) - ماليزيا (1) - المكسيك (3) - المغرب (3) - نيبال (1) - هولندا (2) - نيوزيلندا (1) - نيجيريا (3) - النرويج (1) - الفلبين (3) - بولندا (1) - بورتوريكو (1) | - روسيا (2) - جنوب إفريقيا (1) - كوريا الجنوبية (4) - إسبانيا (4) - تايبيه الصينية (4) - تايلاند (4) - ترينيداد وتوباغو (1) - تونس (3) - تركيا (1) - أوكرانيا (1) - الولايات المتحدة (2) - أوزبكستان (2) - فنزويلا (4) - فيتنام (2) - اليمن (1) |